# Jorge Trezeguet
Jorge Ernesto Trezeguet (Morón, Buenos Aires, Argentina, 13 de maio de 1951) é um ex-futebolista argentino. Jogava de defensor central e jogou no Chacarita Juniors, Estudiantes (BA), Deportivo Italiano, Almagro, FC Rouen, entre outros. É o pai de David Trezeguet.

## Trajectória
Jorge Trezeguet iniciou sua carreira no Chacarita Juniors, em 1971, e em 1973 transferiu-se para o Estudiantes de Buenos Aires, que jogava a Primera B.
Além disso, a temporada estava chegando ao seu fim e as negociações com o Independiente estavam avançadas. Mas em 1974, jogando pelo Estudiantes (BA), na segunda divisão, foi punido por ser reprovado no exame antidoping com dois companheiros de equipe. Foi perdoado posteriormente, mas sua carreira  foi desfavoravelmente afetada, segundo as alegações. Após o escândalo, Trezeguet declarou à revista Goles: 
“ Não sei o que está acontecendo comigo. Parece que estamos vivendo um pesadelo. É muita raiva e impotência. Dá até vontade de chorar. Me interromperam a carreira.” (Jorge Trezeguet)
No início de 1976, foi para Rouen, França, para jogar no FC Rouen. Mas, por não ter obtido ainda a cidadania francesa, apenas conseguiu jogar na temporada 1977/78. Em 1977, voltou à Argentina e jogou em Chacarita Juniors, Almagro, Deportivo Españoll, Sportivo Italiano e El Porvenir, clube no qual se aposentou.

## Vida pessoal
Trezeguet casou-se com Beatriz em fins de 1975. Durante sua estadia em Rouen, em outubro de 1977, nasceu seu filho, o futebolista David Trezeguet. Ao voltar à Argentina, tornou-se preparador físico e durante anos trabalhou ao lado de Salvador Daniele, treinador do Deportivo Morón naquela época.
Em 1995, David foi jogar no A. S. Mônaco e, desde então, Jorge é seu representante. Atualmente, Jorge Trezeguet é observador de jogadores naEuropa para a Juventus F. C..